# Municipio de Concord (condado de Hancock)
El municipio de Concord (en inglés: Concord Township) es un municipio ubicado en el condado de Hancock en el estado estadounidense de Iowa. En el año 2010 tenía una población de 3420 habitantes y una densidad poblacional de 36,83 personas por km².

## Geografía
El municipio de Concord se encuentra ubicado en las coordenadas 43°7′45″N 93°32′51″O / 43.12917, -93.54750. Según la Oficina del Censo de los Estados Unidos, el municipio tiene una superficie total de 92.85 km², de la cual 92,63 km² corresponden a tierra firme y (0,24 %) 0,22 km² es agua.

## Demografía
Según el censo de 2010, había 3420 personas residiendo en el municipio de Concord. La densidad de población era de 36,83 hab./km². De los 3420 habitantes, el municipio de Concord estaba compuesto por el 97,25 % blancos, el 0,64 % eran afroamericanos, el 0,03 % eran amerindios, el 0,26 % eran asiáticos, el 0,56 % eran de otras razas y el 1,26 % eran de una mezcla de razas. Del total de la población el 2,13 % eran hispanos o latinos de cualquier raza.